# Freiberge
Als Freiberge oder französisch Franches-Montagnes wird eine Region im Südwesten des Schweizer Kantons Jura bezeichnet. Auch angrenzende Gebiete des Kantons Bern werden geographisch zu dieser Landschaft gezählt. Die Freiberge bilden ein rund 200 km² grosses, auf durchschnittlich 1000 m ü. M. gelegenes Hochplateau im Jura, das politisch zum Bezirk Freiberge (französisch Franches-Montagnes) gehört. Wichtigster Ort ist Saignelégier.
Ein Kernbereich der Freiberge ist als Landschaftsschutzgebiet Franches-Montagnes im Bundesinventar der Landschaften und Naturdenkmäler von nationaler Bedeutung verzeichnet.

## Geographie

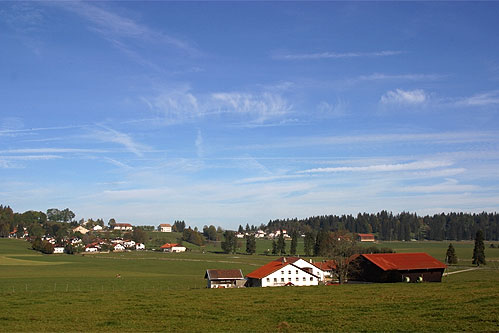
Landschaft der Freiberge bei Le Bémont

Das Hochplateau der Freiberge ist rund 25 km lang, maximal 9 km breit und erstreckt sich zwischen La Chaux-de-Fonds im Südwesten sowie dem Delsberger Becken im Nordosten. Begrenzt wird die Landschaft im Norden und Nordwesten durch das tief eingeschnittene Doubstal, im Westen durch die Combe de Valanvron, im Süden durch den Höhenrücken der Montagne du Droit. Nach Osten gehen die Freiberge allmählich in die deutlich stärker reliefierten Zonen des Vallée de Tavannes und des Einzugsgebiets der Sorne über.
Charakterisiert wird das Hochplateau durch mehrere parallel in Richtung Westsüdwest-Ostnordost orientierte Höhenrücken und Geländerippen. Dazwischen befinden sich weite, oftmals moorige Mulden. Es gibt nur geringe Reliefunterschiede; die Mulden liegen meist auf 950 bis 1020 m ü. M., während die Höhenrücken 1050 bis 1100 m ü. M. erreichen. Höchster Punkt der Freiberge ist mit 1185 m ü. M. der Point de Vue westlich von Les Breuleux.
Somit zeichnen sich die Freiberge durch eine leicht gewellte Naturlandschaft aus. Etwa 20 % des Gebietes ist bewaldet (überwiegend Tannen- und Fichtenwälder), rund 36 % der Fläche nehmen so genannte Wald- oder Wytweiden (pâturages boisés, typische Weiden des Hochjura mit einzeln oder in Gruppen stehenden mächtigen Fichten) ein, 40 % ist mit Wies- oder Ackerland bestanden, während der Rest auf Siedlungsflächen entfällt. Das Wies- und Weideland wird durch Trockenmauern voneinander getrennt.

## Geologie
Geologisch bilden die Freiberge eine Übergangszone zwischen dem stark gefalteten Kettenjura und dem schwach gefalteten Plateaujura, weswegen die Zone auch Jura der Freiberge genannt wird. Im Rahmen der Jurafaltung im späten Miozän und Pliozän vor rund 2 bis 10 Millionen Jahren entstanden hinter den charakteristischen Antiklinalen und Synklinalen des Kettenjuras ausgeprägte Kofferfalten mit flachem Scheitel und steil bis senkrecht einfallenden Schenkeln. Wahrscheinlich deshalb wurde die Entwicklung von Synklinalen in diesem Gebiet weitgehend unterdrückt. Spätere Erosionsvorgänge, wie z. B. die Kryoplanation führten zu einer weiteren Einebnung, so dass heute die Faltenstruktur morphologisch nur noch schwach zu erkennen ist.
Auf den Höhenrücken sind kompetente Gesteinsschichten der oberen Jurazeit (Malm) anstehend, insbesondere Sequan- und Kimmeridgekalke. Infolge des Kalkuntergrundes sind auf den Freibergen typische Karstphänomene wie beispielsweise Dolinen und Ponore (Schlucklöcher) vorhanden. Ein Grossteil der gefallenen Niederschläge versickert sofort im verkarsteten Untergrund. Deshalb gibt es auf der gesamten Hochfläche praktisch keine oberirdischen Fliessgewässer. Das versickerte Wasser tritt in Karstquellen in angrenzenden Tälern (Vallon de Saint-Imier, Vallée de Tavannes, Doubstal) wieder zutage. Die Ausbildung von teils tief eingekerbten Trockentälern im östlichen Abschnitt im Einzugsgebiet der Sorne deutet auf eine früher zumindest teilweise oberirdisch erfolgte Entwässerung hin.
Durch die Erosion von Kuppen und Höhenrücken wurden angrenzende Mulden mit Mergel- und Tonschichten ausgekleidet, welche den durchlässigen Untergrund abdichteten. So konnten sich, ebenfalls typisch für die Freiberge, in den Muldenlagen Flach- und Hochmoore (beispielsweise La Tourbière, Plain de Saigne) und einzelne Moorseen (Étang des Royes, Étang de la Gruère, durch Aufstau im 17. Jahrhundert entstanden) ausbilden.

## Bevölkerung
| Jahr | Einwohner |
| ---- | --------- |
| 1850 | 9811      |
| 1870 | 11837     |
| 1900 | 11560     |
| 1910 | 11469     |
| 1930 | 9660      |
| 1950 | 9454      |
| 1960 | 9652      |
| 1970 | 9159      |
| 1980 | 8726      |
| 1990 | 9076      |
| 2000 | 9758      |

Die geographische Region der Freiberge (nicht genau mit dem Bezirk Franches-Montagnes gleichzusetzen) zählt rund 9900 Einwohner (Ende 2004). Hauptort ist Saignelégier mit 2142 Einwohnern. Die Landschaft setzt sich aus 12 Gemeinden zusammen. Von Nordosten nach Südwesten sind dies: Saint-Brais, Lajoux, Les Genevez, Montfaucon, Les Enfers, Le Bémont, Saignelégier, Muriaux, Les Breuleux, Le Noirmont und Les Bois im Kanton Jura sowie La Ferrière im Kanton Bern. Weitere Gemeinden des Vallon de Saint-Imier sowie Tramelan haben Anteil am Hochplateau der Freiberge, die Hauptsiedlungen befinden sich jedoch in den angrenzenden Tälern.
Die Bevölkerungszahl der Freiberge erreichte ihren Höchststand bereits um 1870. Starke Abwanderungswellen, welche meist durch wirtschaftliche Krisen ausgelöst wurden, gab es zu Beginn des 20. Jahrhunderts und von 1960 bis 1980. Seither wurden wieder deutlich mehr Neuzuzüger verzeichnet.

## Wirtschaft
Seit Beginn der Besiedlung der Freiberge nimmt die Landwirtschaft eine sehr wichtige Stellung als Wirtschaftszweig ein. Daneben wurden besonders im 17. Jahrhundert entlang dem Doubs Glashütten betrieben. Im Verlauf des 18. Jahrhunderts traten an deren Stelle die Textil- und die Uhrenindustrie, die zunächst noch in Heimarbeit verrichtet, später mit dem Bau von Fabriken jedoch auf Les Breuleux, Le Noirmont und Saignelégier konzentriert wurde. Ihren Höhepunkt erreichte die Uhrenindustrie in den 1960er-Jahren. Während der Quarzkrise der 1970er-Jahre mussten verschiedene Betriebe schliessen, was sich auch stark auf die Bevölkerungsentwicklung der Region auswirkte.
Noch heute hat die Landwirtschaft mit Milchwirtschaft und Viehzucht (insbesondere Pferdezucht) eine grosse Bedeutung; Ackerland gibt es infolge der Höhenlage nur auf kleinen, besonders günstig gelegenen Flächen. Im sekundären Sektor dominieren Holzverarbeitung, feinmechanische Industrie und weiterhin mehrere Betriebe der Uhrenbranche.

## Kultur und Tourismus

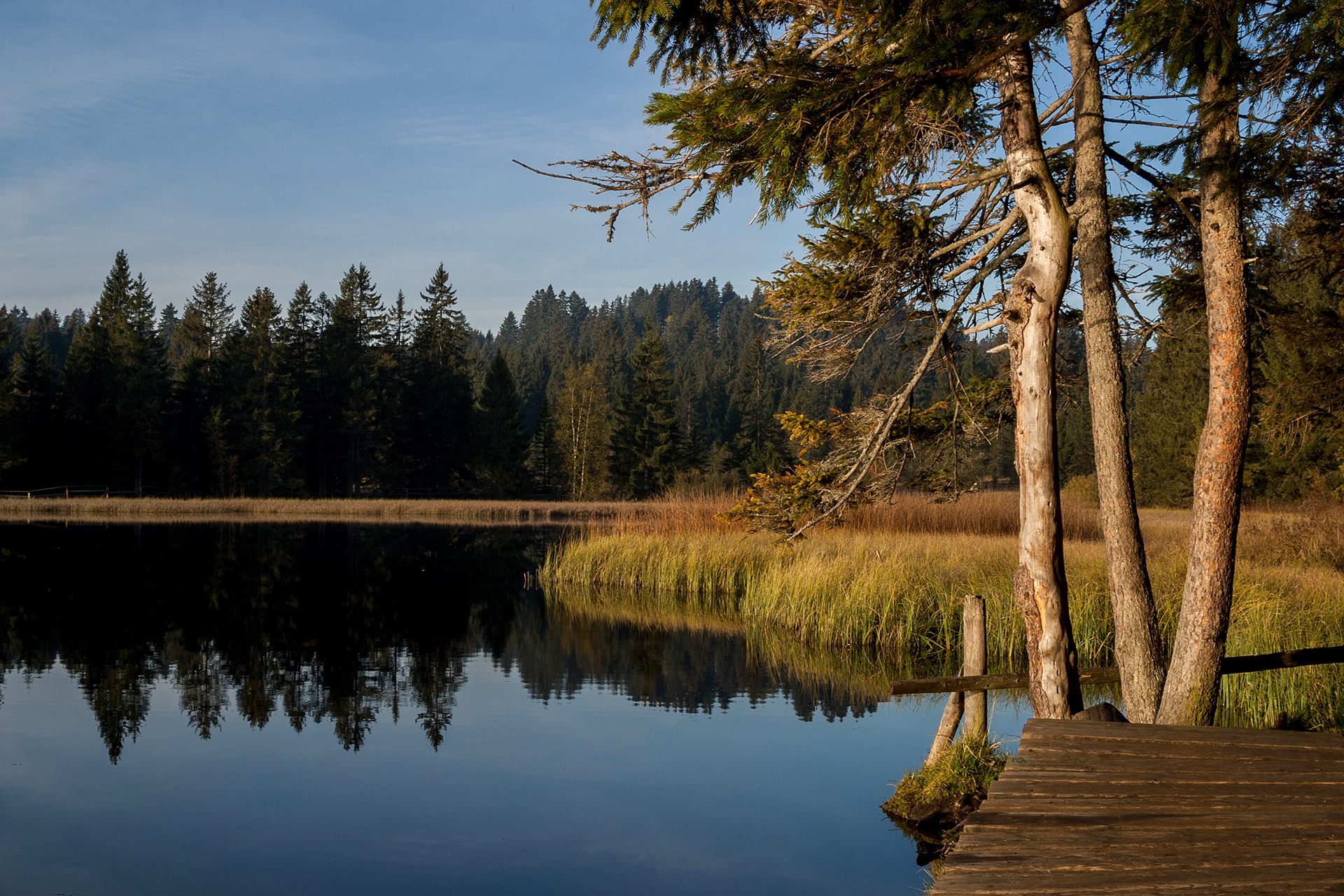
Étang de la Gruère

Seit der Krise der 1970er-Jahre setzt die Region der Freiberge ihren Entwicklungsschwerpunkt auf den Tourismus. Wichtiges Zentrum des Sommer- und Wintertourismus ist Saignelégier. Es besitzt seit 1985 ein grosses Freizeitzentrum mit Schwimmbad, Sporthallen, Konferenzräumen, einem Eislaufstadion und einem Hotel. In Les Bois befindet sich ein Golfplatz. Es gibt 150 km markierte Reitwege sowie  Fahrwege. In zahlreichen Ställen kann man mitgebrachte Pferde einstellen, Pferde mieten oder an einer Kutschenfahrt teilnehmen. Es gibt ausgewiesene Restaurants, die darauf eingerichtet sind Wanderreiter zu verpflegen. Die ausgedehnten Hochflächen eignen sich im Winter hervorragend für den Langlaufsport.
Alljährlich findet seit 1897 am zweiten Sonntag im August in Saignelégier mit dem Marché-Concours national de chevaux ein nationaler Pferdemarkt statt. Diese Festivität zieht jeweils Tausende von Besuchern auch aus Regionen weit ausserhalb des Kantons Jura an.

## Verkehr
Trotz ihrer Randlage in der Schweiz sind die Freiberge verkehrsmässig relativ gut erschlossen. Die Hauptstrasse 18 verläuft von Delsberg via Saignelégier nach La Chaux-de-Fonds; eine weitere Hauptstrasse führt von Tavannes an der Autobahn A16 via Tramelan nach Saignelégier. Der Anschluss der Freiberge an das Eisenbahnnetz erfolgte am 7. Dezember 1892 mit der Eröffnung der Schmalspurbahn Saignelégier–La Chaux-de-Fonds. Die Fortsetzung der Strecke nach Glovelier wurde am 21. Mai 1904 eingeweiht. Am 16. Dezember 1913 wurde schliesslich die Linie von Le Noirmont nach Tramelan in Betrieb genommen. Das gesamte Netz wird seit 1944 von den Chemins de fer du Jura betrieben.

## Geschichte
Eine frühzeitige aber noch äusserst spärliche Erschliessung des Hochplateaus begann im 7. Jahrhundert ausgehend von den Klöstern Saint-Ursanne und Saint-Imier, um Sömmerungsweiden für das Vieh zu gewinnen. Durch eine Schenkung Rudolfs III. von Burgund wurde das Gebiet im Jahr 999 dem Bischof von Basel unterstellt. Als erste Siedlung auf der Hochfläche wurde Montfaucon 1139 in einer Urkunde von Papst Innozenz II. erwähnt. Es hiess damals Mons Falconis und war im Besitz des Kapitels von Saint-Ursanne. Bis ins 14. Jahrhundert wurde dieser Name auch für die gesamte Hochfläche verwendet.
Vermutlich im späten 13. Jahrhundert gründete die Adelsfamilie von Muriaux auf einem Felsgrat hoch über dem Doubstal die Burg Spiegelberg als Mittelpunkt einer kleinen Herrschaft, die noch in der ersten Hälfte des 14. Jahrhunderts vom Fürstbischof von Basel erworben wurde.
Am 17. November des Jahres 1384 stellte der damalige Fürstbischof Imer von Ramstein einen Freibrief für die bislang immer noch kaum besiedelte Region aus. Damit erhielten Einwanderer und ihre Nachkommen aussergewöhnliche Freiheiten, denn sie sollten für alle Zeiten von Zinsen und Zehnten auf ihrem gerodeten Grund und Boden befreit sein. Dadurch bekam das Gebiet den Namen Franches Montagnes (zu deutsch ‚Freiberge‘), 1384 als Fryenberg und 1595 als La Franche Montagne des Bois erwähnt. In der Folge liessen sich auf den Freibergen vor allem Siedler aus Saint-Ursanne, aus dem Val de Ruz und aus dem Burgund nieder. Sie rodeten das Gebiet, machten es urbar und gründeten nach und nach die heutigen Dörfer. Oberaufsicht über die Freiberge hatte ein bischöflicher Meier, später ein Kastlan oder Vogt, der seinen Sitz teils in Saint-Ursanne, teils auf Schloss Spiegelberg und ab 1691 in Saignelégier hatte.
Die Bevölkerung der Freiberge hatte verschiedentlich Hungersnöte zu leiden, insbesondere während des Dreissigjährigen Krieges, als die Dörfer von schwedischen Truppen geplündert und gebrandschatzt wurden. Vom 16. bis zum 18. Jahrhundert dienten die Freiberge als Zufluchtsort für Täuferfamilien aus dem Emmental, die dort wegen ihres Glaubens verfolgt wurden.
Mit dem Einmarsch der französischen Truppen 1792 wurde das Ende der Freiheitsrechte des Gebietes besiegelt. Von 1793 bis 1815 gehörten die Freiberge zu Frankreich und waren anfangs Teil des Département Mont-Terrible, das 1800 mit dem Département Haut-Rhin verbunden wurde. Durch den Entscheid des Wiener Kongresses kam die Region 1815 an den Kanton Bern und wurde grösstenteils im Bezirk Franches-Montagnes zusammengefasst.
Im Rahmen der Jurafrage sprach sich 1974 in einer Volksabstimmung eine klare Mehrheit der Bevölkerung der Freiberge für die Schaffung des neuen Kantons aus. Als Grenzgemeinden im Amtsbezirk Moutier votierten Lajoux und Les Genevez 1975 für die Abtrennung von Bern. Mit der Gründung des Kantons Jura am 1. Januar 1979 traten sie deshalb zum neuen jurassischen Bezirk Franches-Montagnes über.

## Sehenswürdigkeiten
Als Sehenswürdigkeiten der Region sind zu erwähnen:
- die offene Natur- und Parklandschaft der Freiberge mit den Einzelhöfen im charakteristischen Freiberger Stil (weissgetünchte Fassaden; Wohn- und Arbeitsräume sowie Stallungen sind meist alle unter einem einzigen grossflächigen Dach vereint)
- der Moorsee Étang de la Gruère
- die Ruine Spiegelberg auf einem Felsgrat über dem Doubstal
- die Kirchen von Montfaucon (bildete die Mutterpfarrei der Freiberge) und Saignelégier
- die von hier stammenden Freiberger Pferde